# Ozaki Yushi
Yushi Ozaki (sinh ngày 24 tháng 8 năm 1969) là một cầu thủ bóng đá người Nhật Bản.

## Sự nghiệp câu lạc bộ
Yushi Ozaki đã từng chơi cho Júbilo Iwata, Avispa Fukuoka và Sanfrecce Hiroshima.